# Autolytus rostripalpus
Autolytus rostripalpus är en ringmaskart som beskrevs av Chlebovitsch 1962. Autolytus rostripalpus ingår i släktet Autolytus och familjen Syllidae. Inga underarter finns listade i Catalogue of Life.